# Christian Gotthelf Benemann
Christian Gotthelf Benemann († 15. April 1802 in Pösigk) war ein leitender kursächsischer Beamter. Er war Amtmann des sächsischen Amtes Düben im Rang eines Kammerkommissionsrates.

## Leben
Er war der Sohn des königlich-polnischen und kurfürstlich-sächsischen Kammerkommissionsrats, Oberakzisekommissars und Amtmanns zu Düben Johann Gottfried Benemann († 1761). Wie sein Vater trat auch er in den Dienst der Wettiner und wurde in Düben Amtmann.
1765 kaufte er von den Geschwistern Johann Gottfried August, Gottfried Ernst Wilhelm und Gottfried Carl Lebrecht Müller, die seine Schwäger waren, deren nach dem Tod ihres Vaters geerbtes Rittergut Pösigk ab. Spätestens 1790 überließ Christian Gotthelf Benemann dieses Rittergut seinem Sohn Christian Johann Gotthelf Benemann, der auch sein Nachfolger als Amtmann in Düben wurde.